# Glenea subelegantissima
Glenea subelegantissima är en skalbaggsart som beskrevs av Stefan von Breuning 1982. Glenea subelegantissima ingår i släktet Glenea och familjen långhorningar.
Artens utbredningsområde är Filippinerna. Inga underarter finns listade i Catalogue of Life.